# Верх-Тюшевское сельское поселение
Верх-Тюшевское се́льское поселе́ние — упразднённое муниципальное образование в Октябрьском районе Пермского края Российской Федерации.
Административный центр — деревня Верх-Тюш.

## История
Статус и границы сельского поселения установлены Законом Пермской области от 9 декабря 2004 года № 1886-411 «Об утверждении границ и о наделении статусом муниципальных образований Октябрьского района Пермского края».
Упразднено в 2019 году при преобразовании Октябрьского муниципального района  в городской округ.

## Население
| 2010 | 2012 | 2013 | 2014 | 2015 | 2016 | 2017 |
| ---- | ---- | ---- | ---- | ---- | ---- | ---- |
| 895  | ↘820 | ↘778 | ↘742 | ↘709 | ↘663 | ↘646 |
| 2018 | 2019 |      |      |      |      |      |
| ↘609 | ↘580 |      |      |      |      |      |

## Состав сельского поселения
| № | Населённый пункт | Тип населённого пункта          | Население |
| - | ---------------- | ------------------------------- | --------- |
| 1 | Алтынное         | село                            | 230       |
| 2 | Верх-Тюш         | деревня, административный центр | 400       |
| 3 | Дороховка        | деревня                         | 7         |
| 4 | Ключики          | деревня                         | 8         |
| 5 | Мосино           | село                            | 213       |
| 6 | Озерки           | деревня                         | 24        |
| 7 | Порозово         | деревня                         | 13        |